# 野望の国
『野望の国』（やぼうのくに）は、1989年10月28日から1990年2月24日まで日本テレビ系列で放送されたテレビドラマ。正式なタイトルは『青春大河ドラマ 野望の国』。放送時間は毎週土曜日20:00 - 20:54 （日本標準時）。
3部構成であり、「野望の国 嵐の章」「花燃える日日 －野望の国・第二部－」「花燃える日日 青春航路 炎の章」に分かれていた。

## 概要
幕末からの激動の若者群像を描く青春大河ドラマ。幕末の人物舟作とその子供巴と巴の息子卓也の生き方を描いた。全3部で、第一部「嵐の章」と第三部「炎の章」は近藤真彦が主人公、第二部「花の章」は沢口靖子がヒロインとして放送された。
第一部では、幕末を扱った作品には珍しく、主人公・舟作の友人であった近藤長次郎の命を粗末に扱った罰として、亀山社中(海援隊)、主人公に殴り込みをかけられる場面があるなど、史実とオリジナルストーリーが絶妙に絡み合った作品であった。
第二部では、西郷史郎が身を投じる大陸運動や、舟作の娘・巴のロマンスを中心に物語が描かれた。
第三部は放送期間縮小の影響が色薄く（当初は全20回の予定であったが、全15回へ縮小して放送された）物語の体をなしていない。
ドラマと同時進行で『オール讀物』にて市川森一による小説も連載されていたが、これも途中（ドラマ版では第5話あたりに相当する箇所）で打ち切りとなっている。
ゴールデン帯における時間帯の中で、裏番組の『加トちゃんケンちゃんごきげんテレビ』（TBS）、『暴れん坊将軍III』（テレビ朝日）、『あいつがトラブル』（フジテレビ）を相次いで視聴率を獲得したように成功しているものの、視聴率が低迷したことにより、予定通り1990年2月に放送を終了している。
日本テレビの土曜20時枠で連続ドラマが放送されたのは、1972年4月から同年9月まで放送の『黒帯風雲録 柔』以来17年ぶりのことで、当作品が放送されていた約4ヶ月間は土曜21時枠（土曜グランド劇場）と2本立てでドラマが放送されていた。なお、当作品を最後に日本テレビで土曜20時枠に連続ドラマは放送されていない。

## タイトルと放送期間
- 野望の国 嵐の章：1989年10月28日 - 12月23日
- 花燃える日日 －野望の国・第二部－：1990年1月13日 - 2月10日
- 花燃える日日 青春航路 炎の章：1990年2月17日・2月24日

## キャスト

### 野望の国 嵐の章
- 湊屋舟作：近藤真彦
- 松本良順：緒形拳
- お慶：竹下景子
- 幾松：樋口可南子
- 三善龍太郎（八代善太郎）：松村雄基
- 谷周平：緒形幹太
- 近藤長次郎：香川照之
- 坂本竜馬：梨本謙次郎
- 小曽根乾堂：加藤善博
- 上野彦馬：山口良一
- 今井太郎右衛門：高岡健二
- 池田屋惣兵衛：ベンガル
- 伊藤博文：川野太郎
- 井上聞多：風見しんご
- トーマス・グラバー：ケント・ギルバート
- 小蝶（鶴羽）：かたせ梨乃
- 勝海舟：西田敏行
- 高杉晋作：陣内孝則
- おうの：外河京子
- 望東尼：中村由起子
- 品川弥二郎：武野功雄
- あき：鷲尾いさ子
- 桔梗（さと）：渡辺美奈代
- 舟作の父：そのまんま東
- 舟作の母：向井薫
- 佐七：三浦浩一
- 近藤勇：西川のりお
- 沖田総司：岡野進一郎
- 宮部鼎蔵：長坂秀佳
- アーネスト・サトウ：ケント・フリック
- 与一：きたろう
- 土方歳三：本田博太郎
- 八代菊子（菊）：石田ひかり、長野さやか（幼女）
- 八代貴子：姉崎公美
- 寺島宗則：伊藤博
- 西郷隆盛：大門正明
- 桐野利秋：池田武志
- 篠原国幹：若林哲行
- 大久保利通：森下哲夫
- 江藤新平：勝野洋
- 山県有朋：石倉三郎
- 山城屋和助：峰竜太
- 雲助：平光琢也
- 雲助：赤星昇一郎
- 達三：筒井巧
- 長崎奉行：児玉謙次
- 船頭：高杉亘
- 同心：松原一馬
- 新撰組隊士：田中弘太郎
- 亀山社中：和泉史郎
- 唐物屋：二見忠男
- 女房：水沢有美
- 鳥新の主人：渡部猛
- ナレーション：徳光和夫

### 花燃える日日 －野望の国・第二部－
- 八代巴：沢口靖子
- 西郷四郎：野村宏伸
- 風間蘭子：井森美幸
- 広瀬武夫：美木良介
- 杉野謙司：石黒賢
- 童門一平：内海光司
- 津代：畠田理恵
- 川上貞：岡本舞
- 八代善太郎：松村雄基
- 川上音二郎：辰巳琢郎
- 犬尾貞文：角野卓造
- 白浜元次郎：萩原流行
- 島田：松村冬風
- 品川弥二郎：蟹江敬三
- 小林蝶子（小蝶）：かたせ梨乃
- 烏丸露子：江波杏子
- アーネスト・サトウ：ケント・フリック
- 陸軍参謀：近藤洋介
- たき：小沢寿美恵
- ウメ：阿部由美子
- 八代（風間）鉄太郎（～七歳）：根本卓哉
- 八代鉄太郎（十四歳）：高橋竜次
- りゅう：水木薫
- 三善しま：亀井光代
- 三善とら：たうみあきこ
- 千代菊：あめくみちこ
- 校長：歌澤寅右衛門
- 記者：花王おさむ
- 支配人：中島元
- 三善泰山：高松英郎
- 男：清水宏
- 服部：津村鷹志
- 番頭：土師孝也

### 花燃える日日 青春航路 炎の章
- 八代卓也：近藤真彦
- 村川千春：三田寛子
- 八代静江：多岐川裕美
- 原清彦：高杢禎彦
- 八代鉄太郎：国広富之
- 若社長：西村香景
- 里見律子：五十嵐いづみ
- 小鹿番
- 水森コウ太
- 泉ピン子
- 山中康司
- 船長（第一部最終回の少年）：小坂一也

他

## スタッフ
- 原作：市川森一
- 脚本：市川森一・吉本昌弘
- 音楽：山本直純
- テーマ演奏：読売日本交響楽団
- 演出：吉野洋・佐藤東弥・雨宮望
- プロデューサー：安念正一・宮崎洋・川原康彦

## サブタイトル

### 野望の国 嵐の章
1. 上海から長崎へ
2. 長崎から横浜へ
3. 恋舟
4. 桂小五郎?
5. 密航
6. ロンググッドバイ
7. 菊花の炎
8. 新しい時代
9. 愛と死と

### 花燃える日日 －野望の国・第二部－
1. マドンナ戦士
2. 毒殺
3. 女帝誕生
4. 火の鳥飛ぶ
5. 日本の母

### 花燃える日日 青春航路 炎の章
1. 前編
2. 後編